# ويليام إف. غاريسون
ويليام إف. غاريسون (بالإنجليزية: William F. Garrison)‏ هو عسكري أمريكي، ولد في 27 يونيو 1944 في تكساس في الولايات المتحدة.